# Linares de Riofrío
Linares de Riofrío – gmina w Hiszpanii, w prowincji Salamanka, w Kastylii i León, o powierzchni 27,9 km². W 2011 roku gmina liczyła 978 mieszkańców.